# Sami Mustonen
Sami Mustonen (Kemijärvi, 6 aprile 1977) è un ex sciatore freestyle finlandese, specialista delle gobbe.

## Biografia
Alle Olimpiadi di Nagano 1998 arrivò terzo nella gara delle gobbe.

## Palmarès

### Olimpiadi
- 1 medaglia:
  - 1 bronzo (gobbe a Nagano 1998)

### Campionati mondiali
- 2 medaglie:
  - 1 argento (gobbe a Ruka 2005)
  - 1 bronzo (gobbe a Meiringen-Hasliberg 1999)